# Stream (Film)
Stream ist ein US-amerikanischer Slasher-Film aus dem Jahr 2024, der von Michael Leavy koproduziert, mitgeschrieben, geschnitten und inszeniert wurde. In den Hauptrollen spielen Jeffrey Combs, Charles Edwin Powell, Tim Reid, Dee Wallace, Wesley Holloway, Sydney Malakeh, Jason Leavy, David Howard Thornton, Liana Pirraglia, Mark Haynes, Daniel Roebuck, Mark Holton, Felissa Rose, Danielle Harris und Tony Todd in einem seiner letzten Werke vor seinem Tod.
Stream wurde teils mittels einer Crowdfunding-Kampagne auf der Webseite Indiegogo finanziert. Der Film wurde am 21. August 2024 in den US-Kinos und am 15. Oktober 2024 digital veröffentlicht.

## Handlung
In einem kleinen Hotel wird die Besitzerin, Linda Spring, von einer maskierten Gestalt entführt. Anderswo ist die Familie Keenan, bestehend aus Vater Roy, Mutter Elaine, dem jüngeren Sohn Kevin und der älteren Tochter Taylor, in Aufruhr, nachdem Taylor beim Stehlen von Alkohol erwischt wurde. Roy und Elaine beschließen, als Familie übers Wochenende wegzufahren und fahren zu dem Hotel, das sie zuvor gesehen haben. Der scheinbare Besitzer, Mr. Lockwood, teilt ihnen mit, dass das Hotel keinen Internetanschluss hat; die Familie sieht, dass an verschiedenen Stellen im Hotel Kameras angebracht sind. Taylor trifft in einer Bar zwei ausländische Teenager, Theo und Louis, wird aber von Elaine erwischt. In einem Keller wird Linda von einem Mann, der ein Pestarztkostüm trägt, mit einer Bohrmaschine ermordet.
Nachts schleicht sich Taylor hinaus, um mit den Jungs abzuhängen. Mr. Lockwood veranlasst eine Abriegelung und schickt vier maskierte Killer los: den rätselhaften Spieler Eins, das Bruder-Schwester-Duo Spieler Zwei und Spieler Drei und den muskulösen Spieler Vier. Nachdem er von einem Wachmann erwischt wurde, entführt Lockwood ihn. Roy wacht auf und beginnt, in Begleitung von Kevin das Hotel nach Taylor zu durchsuchen, der sich mit den Jungs auf dem Dach befindet. Während sie weg sind, schleicht sich Player One in ihr Hotelzimmer und ermordet Elaine. Lockwood gibt sich gegenüber dem Wachmann als Pestarzt zu erkennen, den er daraufhin ersticht.
Roy findet Elaines Leiche und tut sich mit dem pensionierten Polizisten Bernard Davidson zusammen, um herauszufinden, was vor sich geht. Sie lassen Kevin in einem verschlossenen Hotelzimmer zurück und werden Zeuge, wie die Spieler immer brutalere Morde begehen, die alle per Live-Stream über die Kameras übertragen und von Zuschauern beobachtet werden, die auf die Spieler bieten. Einem der Opfer von Spieler zwei und drei gelingt die Flucht, und als Spieler drei sie verfolgt, sticht sie Spieler drei mit einer Gabel in den Hals, bevor sie von einem wütenden Lockwood getötet wird. Kevin hackt sich in Lockwoods System ein und wird von ihm entdeckt, der sich in den Raum begibt, um ihn zu töten, woraufhin Kevin die Flucht ergreift.
In der Zwischenzeit fliehen Theo und Taylor aus dem Hotel, ohne von den Ereignissen zu wissen, beschließen aber, zurückzukehren, wo Theo von Spieler Zwei aufgespießt und getötet wird. Spieler Vier, der zuvor Louis getötet hatte, greift Bernard und Roy an, wird aber von Bernard erschossen; später verrät Bernard Roy und lässt ihn scheinbar von Spieler Eins töten. Bernard schleicht sich in Lockwoods Kontrollraum und gibt sich als Spieler im Ruhestand aus, der das Spiel auf seine Weise gewinnen will. Lockwood enthüllt jedoch, dass er die ganze Zeit Bescheid wusste und tötet ihn mit einer Bohrmaschine.
Spieler Eins findet Kevin, der sich jedoch als verkleideter Roy entpuppt. Gemeinsam schaffen sie es, Spieler Zwei in Brand zu setzen. Als sie in die Lobby zurückkehren, kämpfen sie mit Lockwood, bis Roy die Oberhand gewinnt. Taylor taucht auf und tötet Roy, weil er ihn mit einem der Mörder verwechselt. Taylor enthauptet Lockwood mit einer Axt. Taylor und Kevin werden auf dem Rücksitz eines Krankenwagens gezeigt, nachdem sie von Detective Hart befragt worden sind. Einige der Sanitäter sehen sich den Stream an. Dort werden Taylor und Kevin als Gewinner aufgeführt, während ein schwarzer britischer Mann namens „Lockwood“ seinen Zuschauern rät, bei der nächsten Staffel dranzubleiben.
In der Mitte des Abspanns wird eine weitere Stream-Aktivität im Atrium-Kino gefilmt. Nachdem zwei Menschen getötet und ein älterer Mann bei dem Versuch, in das Kino zu gelangen, niedergeschlagen wurde, legt ihm eine Frau namens Sofia eine Schlinge um den Hals, während ein an den Rollstuhl gefesselter Mann mit der gleichen Pestarztmaske sich als „Lockwood“ zu erkennen gibt. Er und sein Mitarbeiter sind Teil des Stroms, als der Mitarbeiter den elektrischen Stuhl an dem älteren Mann benutzt, bevor er sich darauf vorbereitet, Sofia zu beseitigen.

## Produktion
Mehrere Produzenten und Crew-Mitglieder von Stream waren zuvor an den Produktionen des Slasher-Films Terrifier von 2016 und dessen Fortsetzung Terrifier 2 beteiligt. Dazu gehören der Regisseur von Stream, Michael Leavy, der in Terrifier eine Rolle spielt und bei Terrifier 2 als Produzent und Regieassistent fungiert; David Howard Thornton, der in den Terrifier-Filmen Art the Clown spielte; Damien Leone, Regisseur von Terrifier und Terrifier 2, der als Leiter der Abteilung für Spezialeffekte und als Produzent für Stream tätig war; Jason Leavy und Steven Della Salla, die im Originalfilm Terrifier Cops spielten und bei Terrifier 2 als Co-Produzenten fungierten. Laut Regisseur Leavy „gingen wir direkt nach der Fertigstellung von Terrifier 2 in die Produktion, mit so ziemlich der gleichen Crew […]“.
Im September 2021 erklärte Regisseur Michael Leavy, dass „über 90 % des Films bereits gedreht und im Kasten sind. Er befindet sich derzeit in der Postproduktion, aber aufgrund der COVID-19-Pandemie gab es eine Menge unvorhergesehener Ausgaben, die wir ursprünglich nicht eingeplant hatten, um die Sicherheit aller zu gewährleisten und effizient zu arbeiten.“ Leavy sagte weiter, dass er und sein Team „das Gefühl hatten, dass dies die perfekte Gelegenheit war, anderen Horrorfans die Chance zu geben, mit ihnen zusammen etwas Frisches und Neues für das Horrorgenre zu schaffen“. Daraufhin starteten die Filmemacher eine Crowdfunding-Kampagne auf der Website Indiegogo, um die Restfinanzierung des Films zu ermöglichen. Durch die Unterstützung von Horrorfans auf der ganzen Welt, die den Hashtag #JoinTheStream nutzten, um die Nachricht zu verbreiten, kamen über 180.000 Dollar zusammen.
Tim Currys Beteiligung an dem Film wurde am 21. August 2024 bekannt gegeben, zeitgleich mit der Veröffentlichung des Films.

## Veröffentlichung
Im Oktober 2023 wurde ein Teaser-Trailer für Stream veröffentlicht, in dem das Jahr 2024 als Erscheinungsjahr für den Film angegeben wurde. Im April 2024 wurde angekündigt, dass Stream am 21. August 2024 in die Kinos kommen würde. Stream wurde am 15. Oktober 2024 digital auf VOD veröffentlicht, nachdem Terrifier 3 des gleichen Produktionsteams in die Kinos gekommen war.

### Heimkino
Der Film wurde im Februar 2025 auf VHS von Witter Entertainment veröffentlicht.

## Rezeption
Dennis Harvey von Variety schrieb: „Bei zwei vollen Stunden fühlt sich Stream ab einem bestimmten Punkt unweigerlich überladen an – vor allem, wenn er zu einer Coda kommt, die sich einfach nur angehängt anfühlt, um ein paar weitere Gaststars einzubauen. Dennoch gibt dieser unverschämt abgeleitete Film so wenig vor, nach den Qualitäten zu streben, die ihm fehlen, dass man den Slasher-Enthusiasten den Spaß, den sie mit ihm haben werden, kaum missgönnen kann.“